# Bom dẫn đường cỡ nhỏ GBU-39
The GBU-39/B Small Diameter Bomb (SDB) là tên một loại bom lượn dẫn đường chính xác của Mỹ. Bom có khối lượng 250 pound (110 kg) giúp máy bay có khả năng mang được nhiều bom hơn. Hầu hết các máy bay của Không quân Hoa Kỳ đều có thể mang (sử dụng giá đỡ BRU-61/A) một cụm gồm bốn bom đường kính nhỏ SDB thay cho việc chỉ mang được một quả bom MK 84 nặng 2.000 pound (910 kg). Bom được biên chế trong quân đội Mỹ từ năm 2006. Trên cơ sở loại bom lượn này, Mỹ đã phát triển Bom phóng từ mặt đất đường kính nhỏ-Ground Launched Small Diameter Bomb (GLSDB) để có thể phóng từ các bệ phóng mặt đất và nhiều cấu hình khác nhau.

## Mô tả

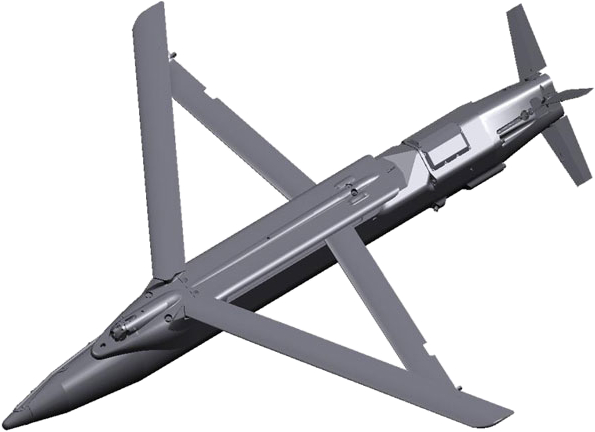
The GBU-39 Small Diameter Bomb

Nguyên mẫu của bom SDB được trang bị hệ thống định vị quán tính GPS để tấn công các mục tiêu cố định như các trạm xăng dầu, Boong ke, ... Phiên bản tiếp theo được phát triển bởi Raytheon GBU-53/B SDB II, có bao gồm đầu dò hồng ngoại và radar với tính năng tự động nhận biết mục tiêu để tấn công các mục tiêu di động như xe tăng, các phương tiện quân sự và các trạm chỉ huy di động.
Kích thước nhỏ của quả bom cho phép một máy bay chiến đấu có khả năng mang được nhiều bom hơn so với các loại bom đang có trong biên chế. SDB mang theo lượng 36 lb (16 kg) thuốc nổ mạnh AFX-757. Bom được tích hợp cánh rời kiểu "DiamondBack" sẽ mở ra sau khi bom được thả, tăng thời gian lượn và do đó tăng tầm ném bom. Kích thước của bom cùng với độ chính xác cho phép giảm lượng thuốc nổ và qua đó cũng làm giảm thiệt hại ngoài mong muốn với dân thường. Bom có khả năng xuyên qua 3 ft (1 m) bê tông cốt thép sau khi đâm xuyên qua 1 m đất và ngòi nổ của bom có cơ chế an toàn điện tử và có khả năng tùy chọn chế độ nổ trong không trung hoặc nổ chậm.
Bom SDB I có bán kính chính xác là 3 ft (1 m). CEP tiếp tục được giảm xuống nhờ việc bù độ lệch GPS trước khi ném bom.

### Dẫn đường luân phiên và đầu đạn
Tháng Mười một năm 2014, Không quân Mỹ bắt đầu phát triển một phiên bản mới của SDB I để theo dõi và tấn công các nguồn phát bức xạ radar mà đối phương dùng để gây nhiễu đạn có điều khiển. Bom được trang bị đầu dò trực chỉ mục tiêu gây nhiễu GPS (home-on-GPS jam (HOG-J)) tương tự như đầu dò trên AGM-88 HARM nhằm bám theo nguồn gây nhiễu sóng vô tuyến và phá hủy chúng.
Vào tháng 1 năm 2016, Không quân Mỹ đã ký hợp đồng với Scientific Systems Co. Inc. để trình diễn công nghệ ImageNav, một hệ thống điều hướng và nhắm mục tiêu chính xác dựa trên hình ảnh theo đó nó so sánh cơ sở dữ liệu địa hình với cảm biến của nền tảng máy chủ để điều chỉnh hướng bay của bom. Công nghệ ImageNav đã chứng minh độ chính xác về vị trí địa lý và điều hướng của mục tiêu trong phạm vi ba mét.
Vào tháng 1 năm 2016, Orbital ATK phát triển thành công đầu đạn được thiết kế cho GMLRS của hệ thống pháo phản lực M270 giúp giảm tối đa xác suất không nổ của đạn. Đầu đạn này cũng đã được thử nghiệm thành công trên bom SDB.

## Phát triển
Năm 2002, trong khi Bộ phận phát triển công nghệ vũ khí hàng không của Boeing và Lockheed Martin đang cạnh tranh để phát triển dự án Bom cỡ nhỏ, Darleen A. Druyun – Phó Trợ lý Chính của Bộ trưởng Lực lượng Không quân – đã xóa bỏ yêu cầu thiết kế loại bom mới phải có khả năng tấn công mục tiêu di động, điều này có lợi cho Boeing. Sau đó bà bị kết tội vi phạm quy chế Xung đột lợi ích.
tháng 5 năm 2009, Raytheon đã thực hiện vụ ném thử nghiệm đầu tiên của Bom đường kính nhỏ GBU-53/B II, có liên kết dữ liệu và đầu dò ba chế độ được chế tạo bằng công nghệ được phát triển cho Chương trình Tên lửa tấn công chính xác (Precision Attack Missile). Vào tháng 8 năm 2010, Không quân Hoa Kỳ đã trao một hợp đồng trị giá 450 triệu USD cho Raytheon.
Chi phí ước tính cho phiên bản bom trang bị hệ thống dẫn đường INS/GPS là khoảng 70.000 USD. Boeing và công ty Oto Melara của Ý đã ký một hợp đồng bao gồm giấy phép sản xuất 500 GBU-39/B (INS/GPS) và 50 giá phóng BRU-61/A cho Aeronautica Militare, với chi phí gần 34 triệu USD.

## Máy bay chiến đấu
Bom GBU-39/B bắt đầu được thử nghiệm trên F-22 Raptor đầu tháng Chín năm 2007.
Bom SDB hiện nay được trang bị trên các máy bay chiến đấu F-15E Strike Eagle, Panavia Tornado, JAS-39 Gripen, F-16 Fighting Falcon, F-22 Raptor và AC-130W. Trong tương lai nó sẽ được trang bị cho F-35 Lightning II, A-10 Thunderbolt II, B-1 Lancer, B-2 Spirit, B-52 Stratofortress và AC-130J. Các mẫu máy bay như Máy bay chiến đấu không người lái cũng có thể mang loại bom này sau khi thực hiện một số nâng cấp cần thiết.
General Atomics MQ-20 Avenger cũng được dự kiến sẽ là nền tảng mang được loại bom này.
Có bằng chứng xuất hiện vào tháng 5 năm 2024 rằng Ukraine đã sửa đổi máy bay chiến đấu MiG-29 AS để mang theo 8 quả bom GBU-39/B. Lực lượng Không quân Ukraine đã sử dụng Bom đường kính nhỏ thả từ trên không kể từ tháng 11 năm 2023. Bom đường kính nhỏ thả từ trên không "đã chứng tỏ khả năng chống nhiễu" và có tỷ lệ chính xác "gần 90 phần trăm". Trước đây Ukraine đã vận hành phiên bản bom đường kính nhỏ phóng từ mặt đất GLSDB. Điều này được coi là "không hiệu quả" do sự gây nhiễu của Nga. Chúng cũng khó bị đánh chặn hơn do kích thước nhỏ. Kích thước nhỏ của quả bom, kết hợp với việc được phóng từ trên không, có nghĩa là SDB có thể bắn trúng mục tiêu trước khi người Nga có thể gây nhiễu hiệu quả. GLSDB có "đường bay hình parabol" đặc trưng của đạn pháo có thể được phát hiện trên radar.

## Các nước sử dụng

### Hiện tại
- Úc: Mỹ đá bán 2.950 quả bom GBU-39 (SDB 1), cùng với 50 phương tiện thử nghiệm dẫn đường với bom GBU-39 (T-1)/B (Inert Fuze) với giá ước tính là 386 triệu USD đã được phê duyệt vào tháng 4 năm 2016,[34] bom đã được bàn giao cho RAAF vào năm 2019.[35]
- Israel: Năm 2012 Israel đã mua đạn dược từ Hoa Kỳ với giá trị là 1,879 tỷ USD, bao gồm 3.450 bom GBU-39/B (SDB 1),[36][37] cộng với 4.100 GBU-39/B được mua vào năm 2015 như một phần của hợp đồng mua đạn dược khác.[38][39]
- Ý: Năm 2010 công ty OTO Melara của Ý đã ký hợp đồng trị giá 34 triệu USD với Boeing để sản xuất SBD-1 cho Không quân Ý.[40]
- Hà Lan: Năm 2010, Hà Lan đã mua 603 GBU-39 (SDB 1) với chi phí ước tính là 44 triệu USD.[41]
- Ả Rập Xê Út: Tháng 10 năm 2013, Ả Rập Saudi đã mua nhiều loại đạn dược từ Mỹ, trong đó có 1.000 GBU-39 (SDB 1).[42] Tháng 12 năm 2020, yêu cầu mua 3.000 GBU-39 (SDB 1) đã được Chính phủ Hoa Kỳ chấp thuận.[43][44]
- Hàn Quốc: Năm 2013, Hàn Quốc đã thực hiện hai hợp đồng mua GBU-39, như một phần của việc mua vũ khí cho F-15 SE bao gồm 542 GBU-39/B[45][46] và thêm 542 GBU-39/B cho máy bay F-35.[47][48]
- Thụy Điển: Năm 2019, Thụy Điển đặt mua GBU-39, để trang bị cho JAS 39 Gripen.[49]
- Ukraina:[50][51]
- Hoa Kỳ:

### Trong tương lai
- Bahrain:[52]
- Bulgaria: Năm 2019 Bulgaria đã mua 8 máy bay F-16C/D Block 70/72 cùng với đó là 28 GBU-39 (SDB 1) và các loại đạn dược đi kèm. Đến năm 2020, Bulgaria đã thanh toán 100% trong số 1,673 tỷ USD chi phí, tuy nhiên việc giao hàng dự kiến phải đến năm 2026.[53][54] Năm 2022, Bulgaria mua thêm 8 máy bay F-16 C/D Block 70 nữa, cùng với 28 GBU khác-39 (SDB 1), với cùng mức giá.[55]
- Maroc:  Năm 2019 Maroc đặt mua 25 máy bay F-16C/D Block 72, cùng với 60 quả bom GBU-39/B (SDB 1)).[56]
- NATO: Năm 2022, yêu cầu của NATO về mua Đạn chính xác có điều khiển, bao gồm 279 GBU-39/B (SDB 1) đã được Chính phủ Hoa Kỳ chấp thuận.[57]
- Bồ Đào Nha:[58]
- Turkey:  Năm 2024, Mỹ chấp thuận bán GBU-39/B cho Thổ Nhĩ Kỳ [59]
- UAE: Năm 2013 UAE đã đặt mua 5.000 bom GBU-39/B (SDB 1).[60] Năm 2020 nước này tiếp tục mua thêm 2.500 quả bom GBU-39/B (SDB 1).[61]